# Dolní Chabry
Dolní Chabry (deutsch Unter Habern) ist ein Stadtteil und eine Katastralgemeinde am nördlichen Rand der tschechischen Hauptstadt Prag. Die Katastralgemeinde umfasst das gesamte ehemalige Dorf Chabry, auch die Siedlung Horní Chabry (Ober Habern).

## Lage

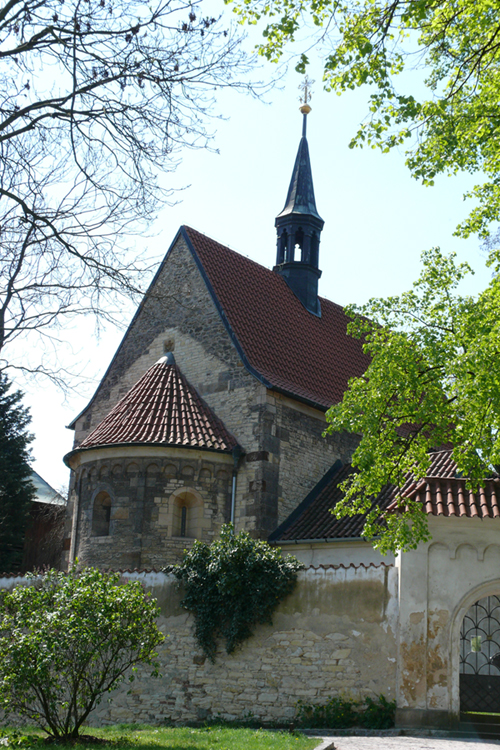
Romanische Pfarrkirche Johannes der Täufer

Dolní Chabry grenzt innerhalb des Prager Stadtgebiets an Čimice im Westen, an Kobylisy im Süden und an Ďáblice und Březiněves im Osten. Im Norden grenzt der Stadtteil an die Gemeinde Zdiby.

## Geschichte
Chabry wurde 1092 erstmals als „ves Chrabercych“ in einer Schenkungsurkunde des Fürsten Konrads I. an das Kloster Ostrov erwähnt. Um 1100 entstand anstelle einer älteren Kirche die romanische Rotunde, die heute Teil der Kirche ist. Im 13. Jahrhundert gehört Chabry dem Kloster Strahov. Ab dem 16. Jahrhundert wird zwischen Dolní und Horní Chabry unterschieden. Im Dreißigjährigen Krieg wird die Siedlung von den Schweden verwüstet. Im 18. Jahrhundert gehörte Chabry zur Prager Neustadt.
1968 wurde Dolní Chabry nach Prag in den 8. Bezirk eingemeindet.